# Calodium
Genre
Synonymes
- Hepaticola Hall, 1916[1]

Calodium est un genre de nématodes de la famille des Capillariidae.

## Description
Chez le mâle, l'extrémité postérieure est arrondie, pourvue de palettes caudales bien développées et de deux petites pailles latérales lobulées. Le spicule est de taille moyenne, tubulaire et parfois un peu sclérifié, et sa gaine n'est pas épineuse. L'appendice vulvaire de la femelle est absent ou présent.

## Hôtes
Les espèces de ce genre parasitent la rate et le foie de mammifères.

## Taxinomie
Le genre est décrit en 1845 par le zoologiste français Félix Dujardin. Selon le parasitologiste tchèque František Moravec, qui révise la famille des Capillariidae en 1982, le genre Calodium comprend les espèces suivantes :
- Calodium cholidicola (Sołtys, 1952)[2]
- Calodium hepaticum (Bancroft, 1893)[2],[4],[5]
- Calodium soricicola (Yokogawa & Nishigori, 1924)[2],[4]
- Calodium splenaceum (Dujardin, 1843)[2],[1]